# Wilhelm Ladendorf
Wilhelm Ladendorf (* 8. Oktober 1898 in Stargard, Provinz Pommern; † 13. März 1974 in Santa Cruz de Tenerife, Kanarische Inseln) war ein deutscher Politiker (SPD).
Wilhelm Ladendorf machte eine Lehre als Koch und arbeitete zunächst in seinem Beruf, später auch als Kaufmann. Im Januar 1962 rückte er für den Bundestagsabgeordneten Harry Liehr in das Abgeordnetenhaus von Berlin nach, dem er aber nur ein gutes Jahr angehörte. Er starb auf Teneriffa.